# El Micalet (diari)
El Micalet va ser un diari gratuït de la Ciutat de València en llengua castellana publicat pel Grup Vocento, propietari, també, del diari Las Provincias.
Amb la compra en agost de 2007 de l'editora de Factoría de Información, editora del diari gratuït Qué!, des d'octubre de 2007 el diari va passar a publicar setmanalment els divendres, amb el subtítol de El Micalet Valencia fin de semana i que també es pot trobar a les pàgines centrals de Las Provincias els divendres. Amb el canvi de diari a setmanari, El Micalet ha canviat els continguts, sent ara una guia d'oci de València i la rodalia.